# Semiothisa punctiseriata
Semiothisa punctiseriata är en fjärilsart som beskrevs av Paul Dognin 1924. Semiothisa punctiseriata ingår i släktet Semiothisa och familjen mätare. Inga underarter finns listade i Catalogue of Life.